# 托拉尔瓦
托拉尔瓦，是西班牙卡斯蒂利亚-拉曼恰昆卡省的一个市镇。总面积56平方公里，总人口189人（2001年），人口密度3人/平方公里。